# Astragalus monspessulanus
Astragalus monspessulanus är en ärtväxtart som beskrevs av Carl von Linné. Astragalus monspessulanus ingår i släktet vedlar, och familjen ärtväxter.
Blommornas färg purpuraktig (röd-lila), ibland nästan vit.

## Underarter
Arten delas in i följande underarter:
- A. m. illyricus
- A. m. monspessulanus
- A. m. teresianus

## Bildgalleri

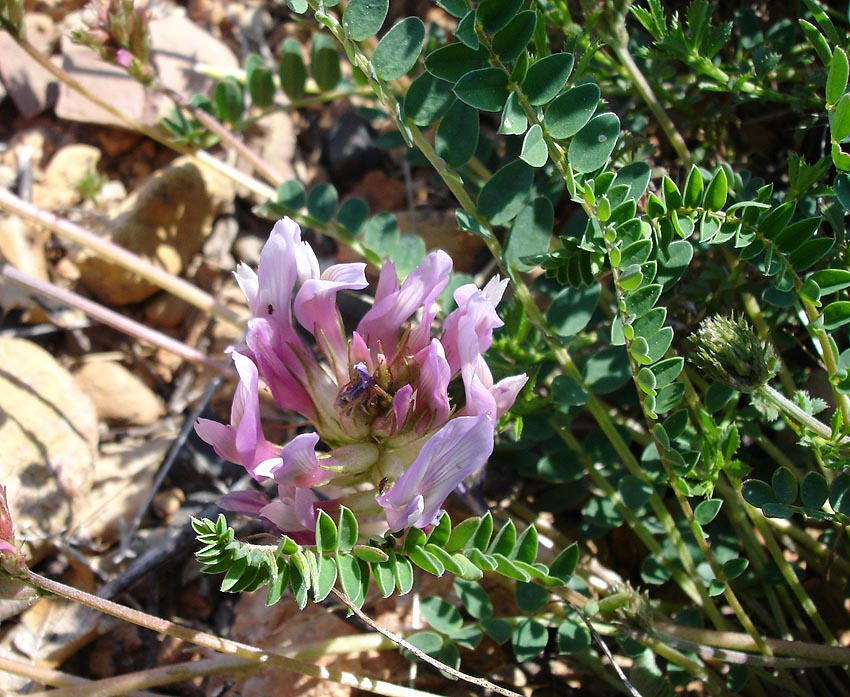
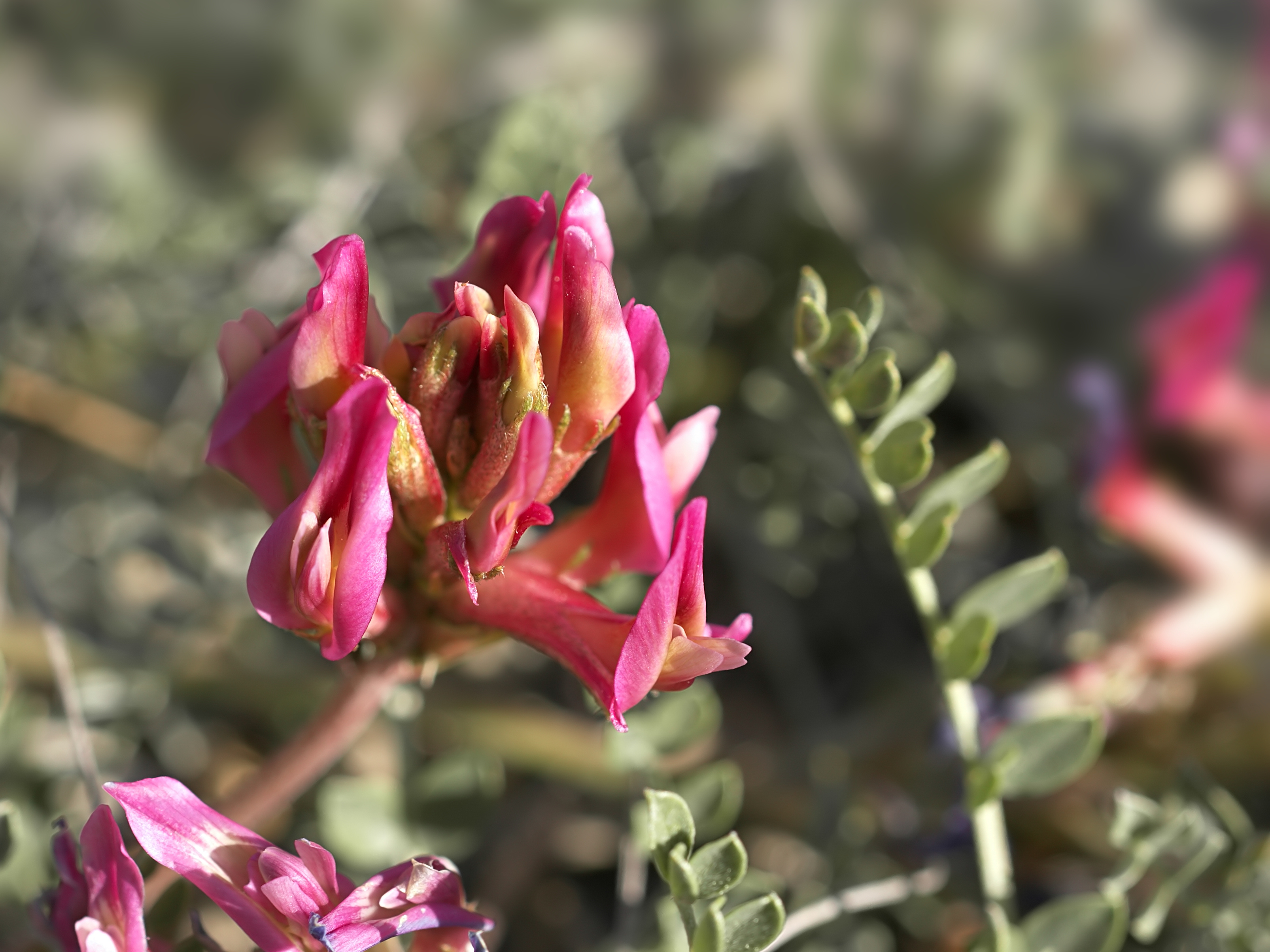
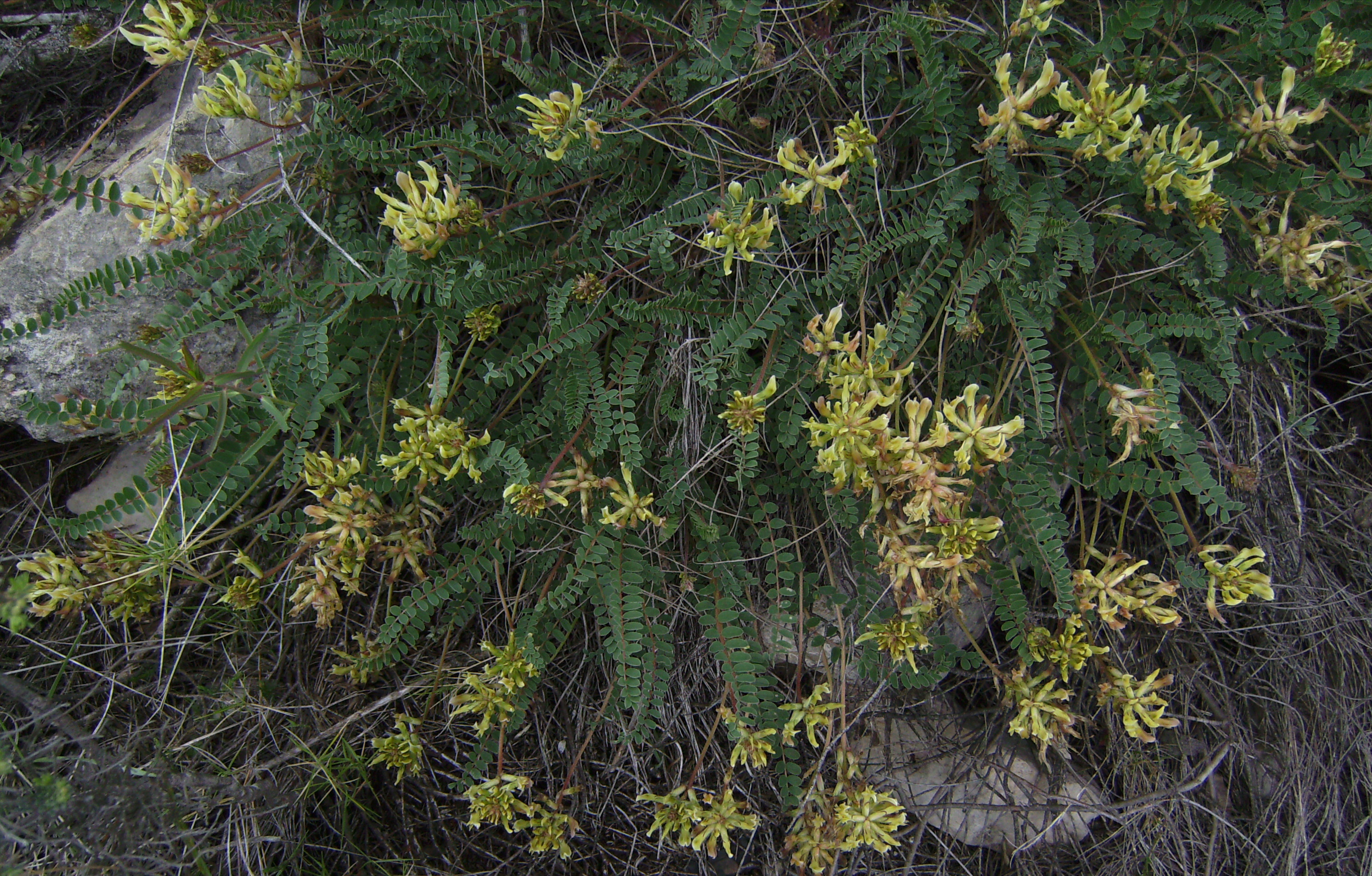
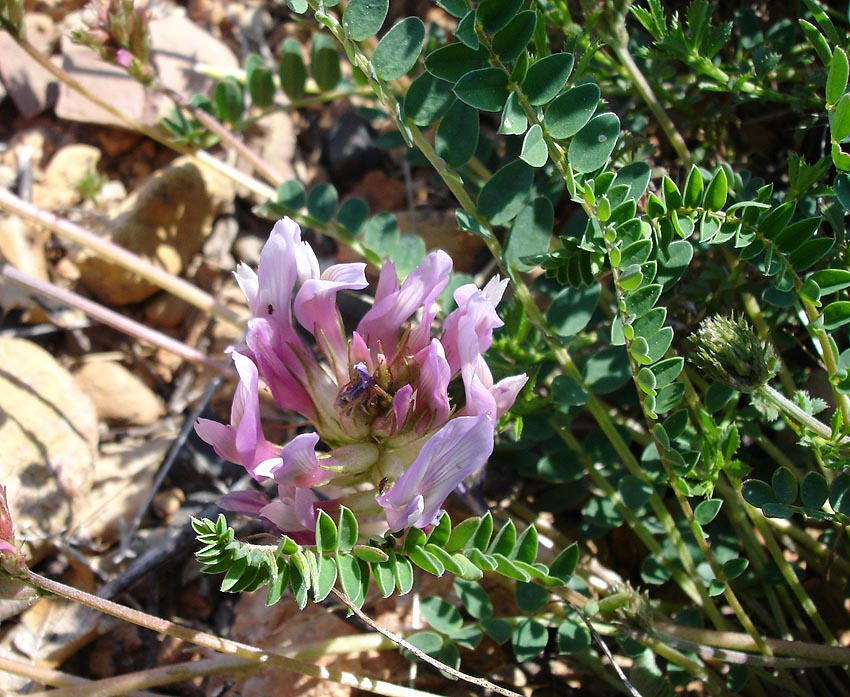
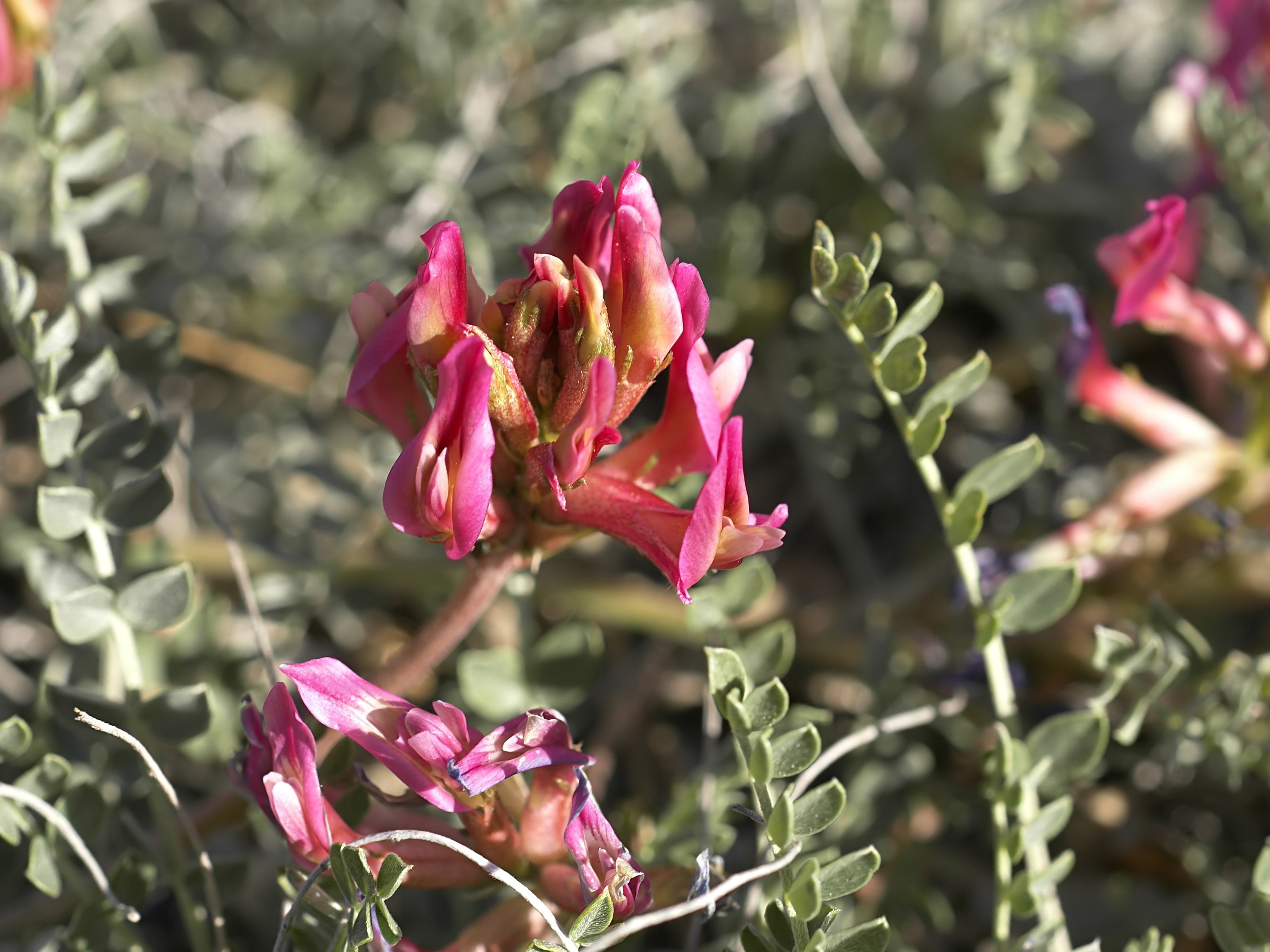